# Pekka Kirjakka
Pekka Kirjakka (till 1937 Niemi), född 22 januari 1914 i Konginkangas, död 19 september 1955, var en finländsk kemiingenjör.
Kirjakka blev student 1932, diplomingenjör 1936 och teknologie doktor 1943. Han var verksam inom industrin 1941–1948 och professor i organisk kemisk teknologi vid Tekniska högskolan i Helsingfors från 1947 till sin död. Han var ordförande i Suomalaisten kemistien seura 1951. Han författade bland annat Über die Darstellungsmöglichkeiten von Triarylmethanfarbstoffen aus 2-Aminocymol (akademisk avhandling, 1941).